# Hugo Salmson
 (octobre 2012).
Si vous disposez d'ouvrages ou d'articles de référence ou si vous connaissez des sites web de qualité traitant du thème abordé ici, merci de compléter l'article en donnant les références utiles à sa vérifiabilité et en les liant à la section « Notes et références ».
Pour les articles homonymes, voir Salmson (homonymie).
Hugo Fredrik Salmson est un peintre suédois né le 7 juillet 1843 à Stockholm et mort le 1er août 1894 à Lund.

## Biographie

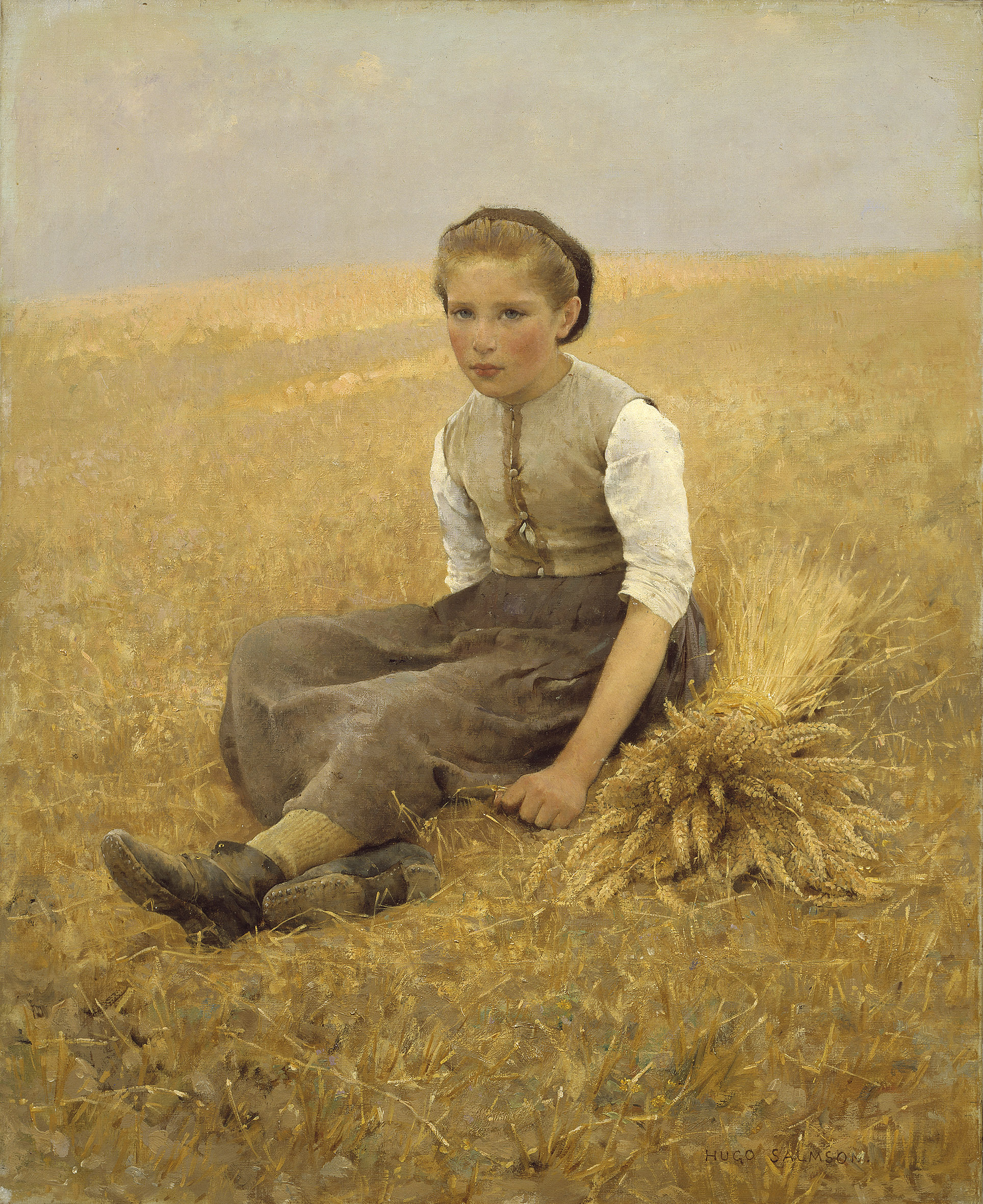
La Petite Glaneuse, Stockholm, Nationalmuseum.

Hugo Salmson est le fils de Ludvig Salmson et de Matilda Perlberg. Il est le neveu du graveur Johan Salmson (1799-1859) et du lithographe Axel Jakob Salmson (1807-1876). Il est aussi le cousin du sculpteur Jules Salmson, père de l'ingénieur-constructeur Jean Jules Émile Salmson, créateur de la marque Salmson.

### Formation
Il s'inscrit à l'Académie des arts en 1862. Il peint Den förlorade sonens återkomst (Le Retour du Fils prodigue) en 1866, et les aquarelles Duett från 1600-talet et Don Quixote berättar (Don Quichotte raconte), ainsi que les motifs historiques suédois Katarina Jagellonika och Göran Persson et Sten Sture den yngres möte med Gustaf Trolle en 1867, exposés dans la cathédrale d'Uppsala. Ce dernier lui a permis d'obtenir la médaille du roi ainsi que la bourse de voyage de l'Académie, qu'il a honorée de 1868 à 1873.
Il s'installe à Paris, où il devient l'élève de Pierre-Charles Comte. Il peint le tableau historique Gustav Vasa. Un autoportrait datant de cette époque appartient à l'académie de peinture.

## Œuvre
En 1870, il peint Upptäckten (Découverte), représentant une scène théâtrale se déroulant dans un cottage en Dalécarlie. En 1872, il peint Odalisk. Au Salon de 1873, il présente Place du marché d'Anvers au XVIIIe siècle. En 1874, il y présente Fête de Saint-Jean en Dalécarlie acheté par le musée de Washington. En 1875, il expose deux toiles, Petite fille suédoise et Pierrot au violon ; en 1876, Dans la serre ; en 1877, Le Retour du baptême. En 1878, il expose Bineurs de betteraves en Suède, un tableau de grand format dans le style naturaliste qui reçoit un accueil mitigé de la critique suédoise. L'année suivante, il présente Arrestation dans un village de Picardie (aujourd'hui en dépôt du musée d'Orsay au musée de Picardie à Amiens) au Salon annuel à Paris, le tableau lui rapporte une médaille et est acheté par l'État, ce qui fait décoller sa carrière en France.
En 1884, l’État français lui achète À la barrière (aujourd'hui au musée d'Orsay à Paris) qu'il a présenté au Salon, l'achat par l'État de deux œuvres à un même artiste étranger est alors un honneur rare. En 1889, il est membre du jury international dans la catégorie « peinture » de l'exposition universelle de Paris avec son compatriote August Hagborg pour suppléant.
Son succès à Paris est notamment dû à son adoption du style naturaliste à la fin des années 1870. Le naturalisme est en effet alors très en vogue en France, porté par des artistes tels que Jules Bastien-Lepage ou Jules Breton.
- La Petite Glaneuse, 1884 (Salon de 1885), huile sur toile, 133 × 111 cm, musée d'Arts de Nantes[3]. Une version, non datée, de se tableau est conservée au Nationalmuseum.

Œuvres attribuées à Hugo Salmson
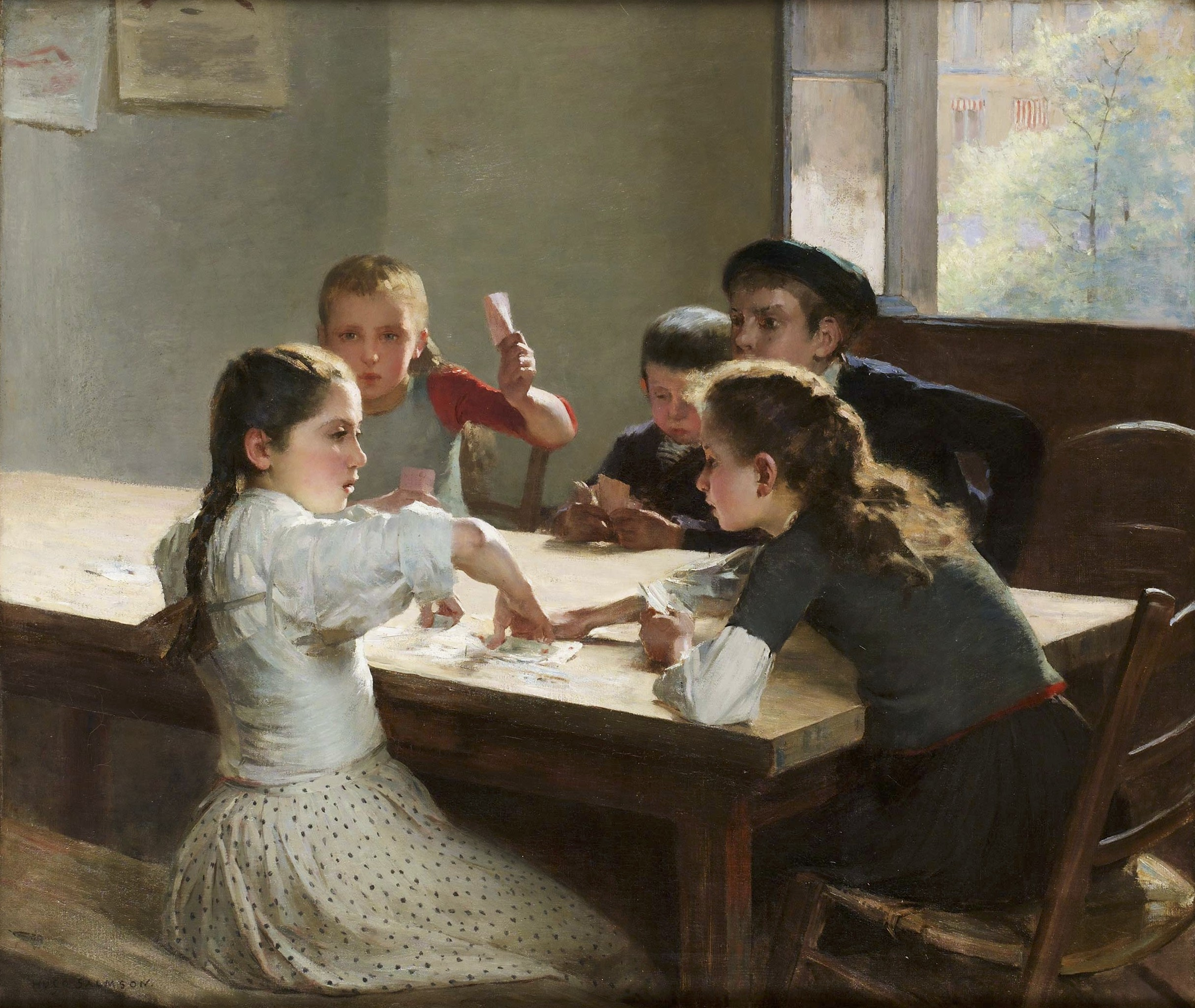
Interieur avec enfants jouant aux cartes, localisation inconnue.
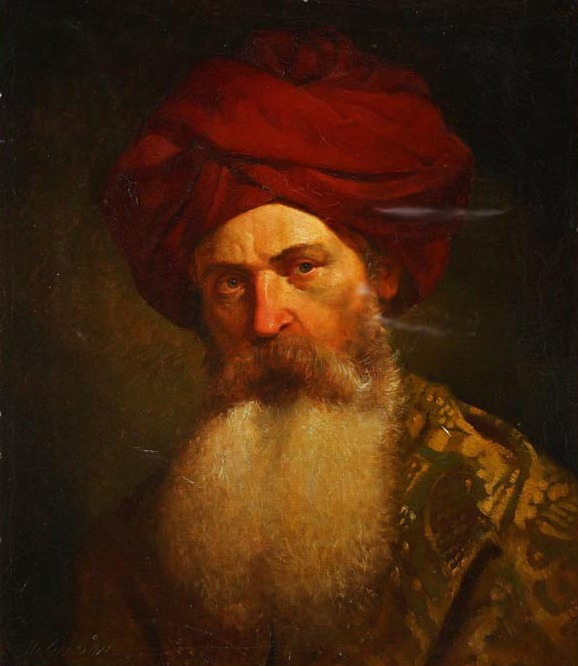
Homme au turban, localisation inconnue.
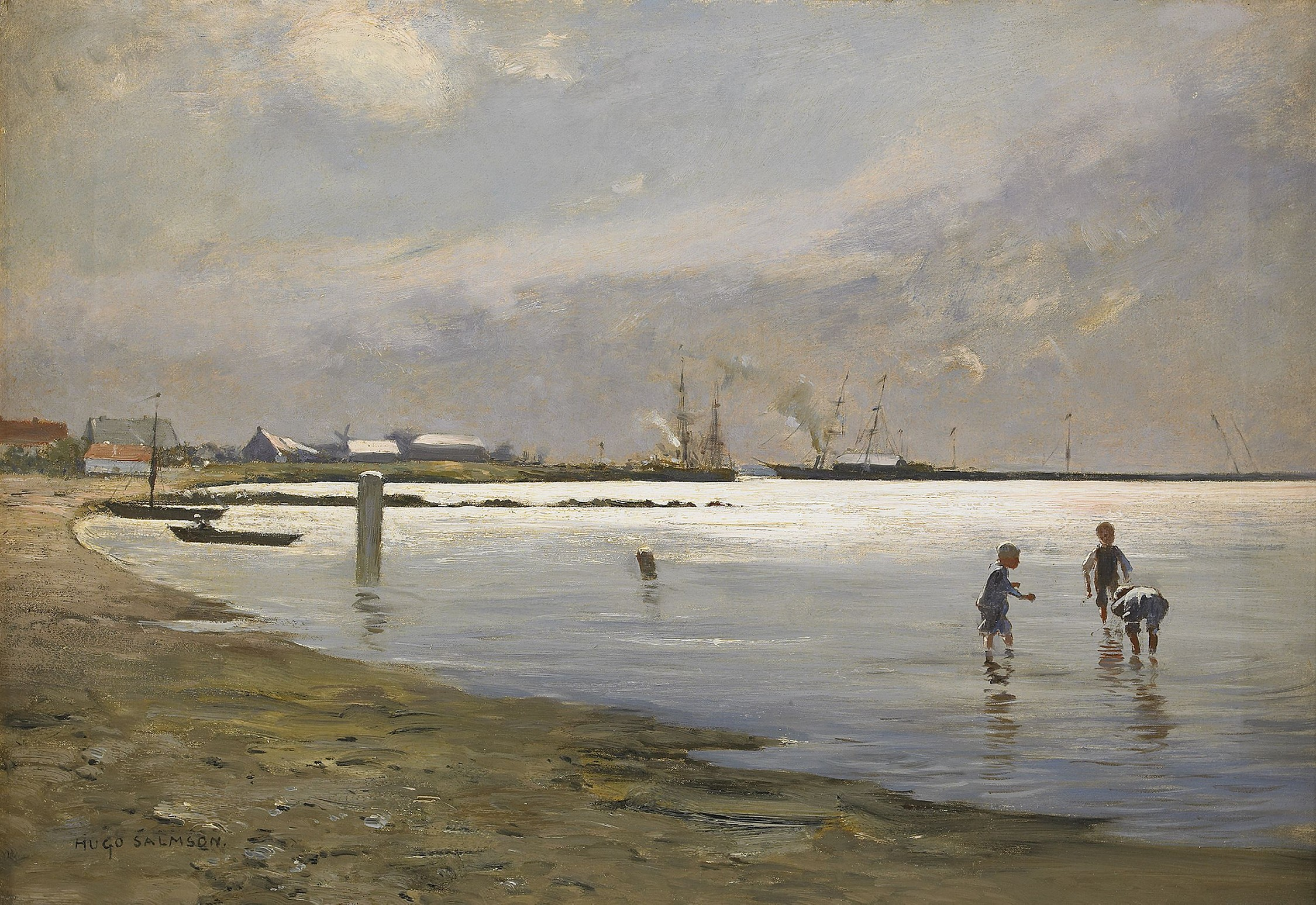
Garçons jouant dans l'eau, le port de Trelleborg, localisation inconnue.
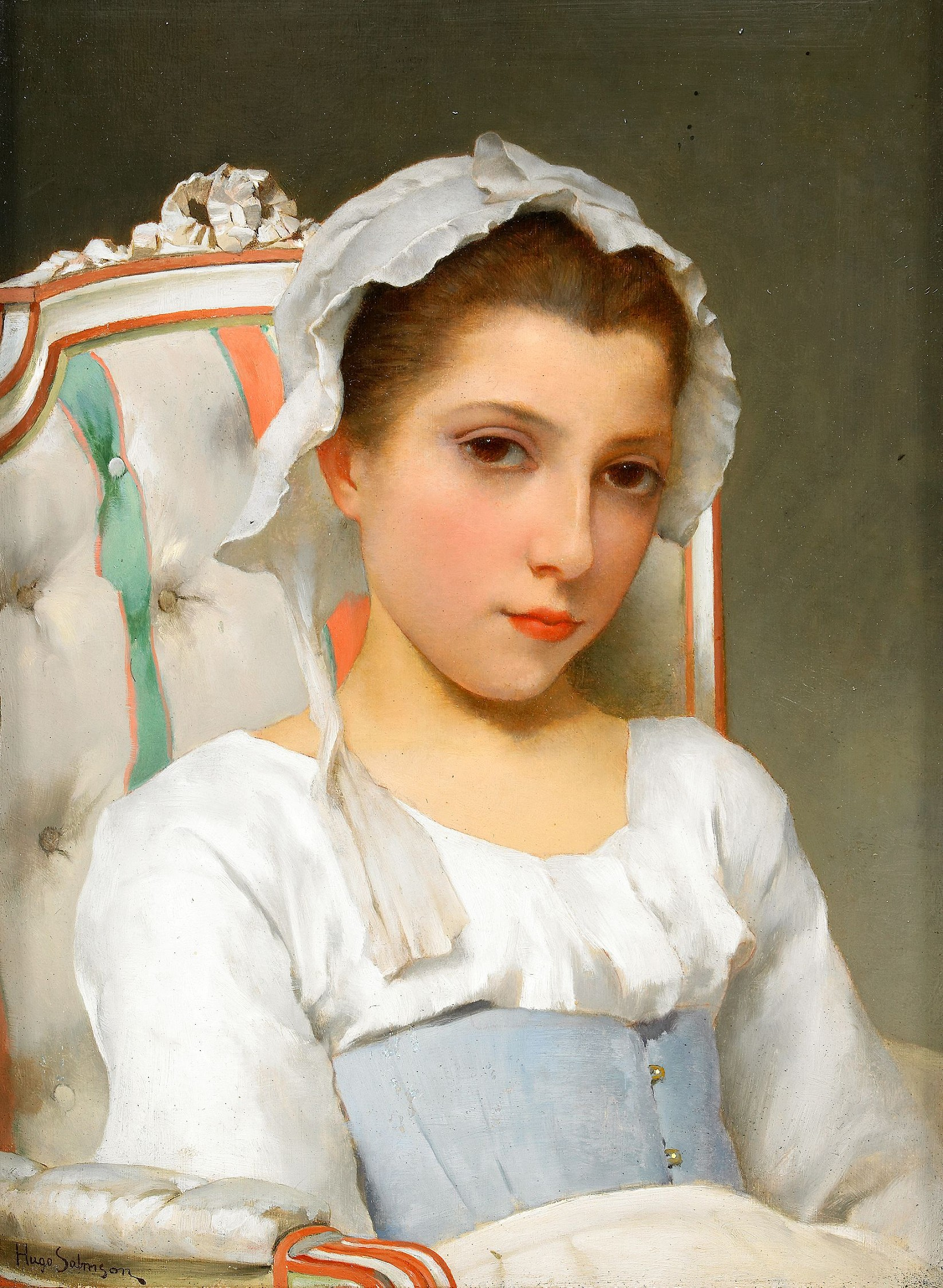
Portrait de jeune fille, localisation inconnue.
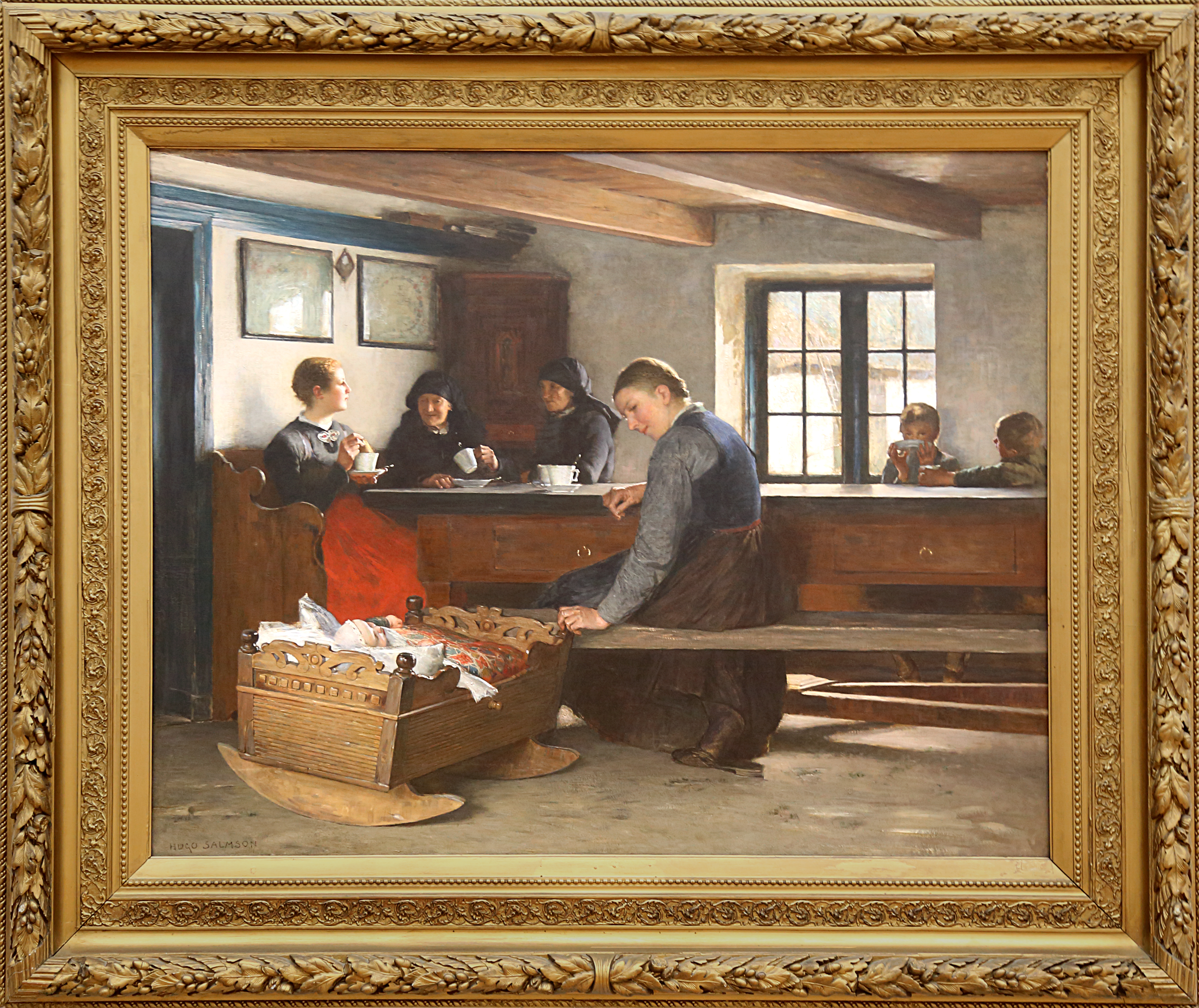
La Visite chez la fermière, Musée des beaux-arts de Gand.